# The Five Doctors
The Five Doctors (traduzione letterale "I cinque dottori") è un episodio speciale della serie televisiva di fantascienza britannica Doctor Who, prodotto in occasione del ventesimo anniversario del programma. Fu trasmesso in anteprima assoluta negli Stati Uniti, sul canale WTTW della PBS il 23 novembre 1983, giorno dell'anniversario. In Gran Bretagna venne teletrasmesso due giorni dopo, il 25 novembre. In Italia è inedito.
Lo speciale venne mandato in onda dopo la conclusione della ventesima stagione della serie. Patrick Troughton e Jon Pertwee ripresero per l'occasione i loro ruoli di Secondo e Terzo Dottore, rispettivamente. Richard Hurndall interpretò il Primo Dottore, in quanto l'interprete originale del personaggio, William Hartnell, era deceduto otto anni prima. Poiché Tom Baker decise di non apparire nello speciale, per rappresentare il Quarto Dottore si rese necessario ricorrere a delle riprese inedite tratte dall'incompleto serial Shada, mai andato in onda.

## Trama
Le prime cinque incarnazioni del Dottore sono state rapite dai loro vortici temporali e portate su Gallifrey nella misteriosa "Dead Zone" ("zona morta").
Un'entità sconosciuta utilizza il Time Scoop, un congegno in grado di trasportare persone ed oggetti da una dimensione spazio-temporale ad un'altra, per intrappolare le precedenti incarnazioni del Dottore; i suoi ex compagni di avventure Susan Foreman, Sarah Jane Smith, e il Maggiore Lethbridge-Stewart; ed anche alcuni dei suoi peggiori nemici quali Dalek e Cybermen, rapendoli dalle loro rispettive dimensioni temporali per imprigionarli nella "Dead Zone" sul pianeta Gallifrey. Il tentativo di rapire il Quarto Dottore e Romana ha come risultato di imprigionarli in un vortice temporale. Il Quinto Dottore percepisce la distruzione della propria linea temporale e insieme a Tegan e Turlough, viaggia fino a Gallifrey con il TARDIS, terminando anch'esso nella Dead Zone, impossibilitato a ripartire a causa di uno scudo protettivo generato dalla tomba di Rassilon, custodita nella torre che si erge al centro della Dead Zone. I vari Dottori, insieme ai loro compagni, si avvicinano alla torre per cercare di sconfiggere le forze ostili che li hanno intrappolati sul pianeta.
Nella Cittadella di Gallifrey, l'Alto Consiglio dei Signori del Tempo ha anch'esso percepito il disturbo nella linea temporale del Dottore, e il Lord Presidente Borusa convoca Il Maestro, l'arci-nemico del Dottore, affinché possa aiutarli a trovare il Dottore, offrendogli in cambio un nuovo ciclo di rigenerazioni. Il Maestro accetta, e prima di partire riceve un dispositivo di richiamo da parte del Castellano, in modo che possa tornare sano e salvo dalla Dead Zone. Il Maestro incontra le varie versioni del Dottore prima di imbattersi nel Quinto Dottore subito prima di essere circondati dai Cybermen. Il Maestro viene messo fuori combattimento e il Dottore si impossessa del "congegno del ritorno" per tornare alla Cittadella. Quando il Maestro si risveglia, stringe un accordo con i Cybermen promettendo loro di portarli fino alla torre, ma li tradisce facendoli cadere nelle trappole della Dead Zone.
Mentre Dottori e compagni convergono in prossimità della torre, il Quinto Dottore lavora con il Consiglio, scoprendo che il dispositivo di richiamo dato al Maestro include un segnale tracciante che guiderà lì i Cybermen, e sospetta un doppio gioco da parte del Consiglio dei Signori del Tempo. Il Castellano viene trovato in possesso delle proibite "pergamene nere" di Rassilon, ed egli muore mentre cerca di sfuggire a una sonda mentale invasiva. Quando il Dottore torna presso l'Alto Consiglio per fare rapporto, scopre che Borusa è sparito, e presto scopre anche una stanza segreta dalla quale Borusa controlla il Time Scoop. Borusa rivela di voler diventare il Presidente Eterno di Gallifrey e di aver bisogno che i Dottori disabilitino lo scudo protettivo della tomba per ottenere l'immortalità di Rassilon. Borusa ricorre alla "Corona di Rassilon" per piegare la volontà del Dottore ai suoi voleri.
Come previsto da Borusa, gli altri tre Dottori e i loro compagni giungono alla Torre dentro la quale è la Tomba di Rassilon. Riflettono sul significato della scritta incisa sulla tomba: "perdere è vincere e chi vince perderà". Arriva il Maestro ma viene messo fuori combattimento da Lethbridge-Stewart. I Dottori disabilitano lo scudo deflettore per liberare il TARDIS, ma così facendo permettono a Borusa e al Quinto Dottore di arrivare via transmat. Borusa usa la Corona per impedire che i Dottori o i loro compagni possano interferire mentre egli parla a Rassilon. Appare un'immagine di Rassilon sopra la tomba e offre a Borusa il suo anello come chiave per raggiungere l'immortalità. Gli altri Dottori tentano di fermare Borusa, ma il Primo Dottore dice loro di desistere. Borusa infila l'anello, ma poco dopo scompare, diventando egli stesso parte della tomba di Rassilon. Adesso il Primo Dottore realizza il vero significato della scritta sulla tomba.
Rassilon libera il Quarto Dottore e Romana dal vortice temporale, e fa ritornare il Maestro alla sua epoca; i Dottori rifiutano la sua offerta d'immortalità. Riuniti i rispettivi compagni di viaggio, fanno ritorno alle loro dimensioni temporali, lasciando solo il Quinto Dottore con Tegan e Turlough. Flavia giunge via transmat, e venuta a conoscenza della sorte di Borusa, dichiara che il Dottore è ora il nuovo Presidente di Gallifrey, carica che egli non può rifiutare. Il Dottore dice a Flavia di tornare alla Cittadella e che lui la seguirà poco dopo, poi invece se ne va a bordo del TARDIS insieme ai due compagni, in quanto non ha nessuna intenzione di restare su Gallifrey.

## Produzione
Il titolo provvisorio di lavorazione dello speciale era The Six Doctors. Della sceneggiatura se ne sarebbe dovuto occupare Robert Holmes, e la sua stesura avrebbe visto i Cybermen rapire cinque incarnazioni del Dottore; nel tentativo di estrarre il DNA dei Signori del Tempo per trasformarli tutti in dei "Cyberlord", e il colpo di scena previsto sarebbe stata la rivelazione che il Primo Dottore e Susan erano in realtà degli androidi impostori (e quest'ultimo era appunto il "Sesto Dottore" del titolo) e il Secondo Dottore avrebbe poi sventato il piano. Tuttavia, Holmes abbandonò nelle fasi iniziali del progetto e venne sostituito da Terrance Dicks che cambiò la storia. Alcuni elementi della sceneggiatura originale di Holmes sarebbero stati riciclati per lo speciale The Two Doctors.
Il programma è ufficialmente una co-produzione tra BBC e Australian Broadcasting Corporation, anche se il team produttivo non fu a conoscenza di questo fatto durante le fasi di lavorazione e l'accordo fu in effetti molto informale. La prima scelta del produttore Nathan-Turner per la regia dello speciale era stato Waris Hussein, che aveva diretto il primo episodio in assoluto di Doctor Who nel 1963, An Unearthly Child. Tuttavia, Hussein si trovava in America all'epoca e non poté accettare l'offerta. Allora Nathan-Turner offrì a Douglas Camfield l'opportunità di dirigere lo speciale ma anch'esso declinò la proposta a causa di problemi di salute (infatti morì poco tempo dopo).
Il copione originale includeva anche una scena con la partecipazione degli Auton, razza aliena vista per l'ultima volta nel serial Terror of the Autons (1971). Dopo essersi ritrovata nella Dead Zone, Sarah sarebbe stata attaccata da un gruppo di Auton prima di essere salvata dal Terzo Dottore. Tuttavia, causa restrizioni di budget, la scena venne tagliata del tutto.
Le riprese si svolsero a Cwm Bychan, Llanbedr, in Galles. Il costume da Yeti usato nel serial The Web of Fear del 1968, venne riciclato per lo speciale. In quindici anni si era alquanto deteriorato, e furono necessarie varie accortezze tecniche per rendere convincenti le riprese.
Il serial venne preparato in due formati: la versione unica da 90 minuti di durata ed una divisa in quattro puntate, quest'ultima per la distribuzione internazionale o come repliche da trasmettere durante la serie regolare. Questa è l'unica macrostoria della serie classica di Doctor Who della quale siano sopravvissuti tutto il girato originale, scene alternative, e riprese non utilizzate nella versione finale. Ciò rese possibile la creazione della versione del 1995 della storia.
Nelle varie foto di gruppo pubblicitarie dei cinque Dottori per promuovere lo speciale, venne impiegata una statua di cera di Tom Baker proveniente dalla "Doctor Who Exhibition" di Madame Tussauds del 1980. Secondo quanto raccontato dal produttore John Nathan-Turner, sebbene Baker non avesse escluso di presenziare al servizio fotografico per il ventesimo anniversario dello show, sospettando che egli potesse non presentarsi, Nathan-Turner preferì avere in loco la statua di cera per sicurezza.

## Casting
Il Primo Dottore venne interpretato sullo schermo da Richard Hurndall, in sostituzione di William Hartnell che era morto nel 1975. Tuttavia, Hartnell fece comunque un'apparizione nello speciale, tramite immagini d'archivio provenienti dalla fine del serial The Dalek Invasion of Earth. Lo stesso Hurndall morì di infarto a 73 anni nell'aprile del 1984, a meno di cinque mesi dalla prima trasmissione di The Five Doctors. Molte fonti, tra cui l'autobiografia di Elisabeth Sladen, riportano il fatto che egli morì prima di ricevere il compenso per il ruolo interpretato. Dopo aver inizialmente accettato di prendere parte allo speciale, Tom Baker decise di non tornare alla serie dopo soli due anni dal suo abbandono. Nel 2014, egli dichiarò: «Non volevo recitare il 20% della parte. Non mi piaceva essere dato in pasto agli altri dottori, anzi, mi riempiva di orrore». La sua partecipazione venne quindi ricavata da immagini di repertorio prese dall'inedito (all'epoca) serial Shada.
In stesure iniziali del copione, alcune delle combinazioni tra i Dottori e i compagni di viaggio erano differenti. Originariamente, il Quarto Dottore era abbinato con Sarah Jane, il Terzo Dottore con il Maggiore Lethbridge-Stewart e il Secondo Dottore con Jamie. Quando però Frazer Hines non si rese disponibile a più di una comparsata, il copione venne modificato, e il Secondo Dottore fu messo insieme a Victoria Waterfield. La questione cambiò nuovamente quando Deborah Watling si rese indisponibile e Tom Baker decise di non partecipare allo show. Invece di incontrare i fantasmi di Jamie e Zoe, il Secondo Dottore e Lethbridge-Stewart avrebbero dovuto incontrare Zoe e Victoria. Il Dottore avrebbe scoperto la verità su di loro quando Victoria chiamava "Maggiore" ("Brigadier" nell'originale) Lethbridge-Stewart, avendolo lei conosciuto solo come Colonnello (in The Web of Fear). Deborah Watling non era disponibile per le date prefissate per le riprese, e quindi il suo personaggio venne sostituito con quello di Jamie.
John Levene venne richiamato per riprendere il ruolo del Sergente Benton, ma egli ebbe da ridire sul copione circa il fatto che Benton non riconoscesse il Secondo Dottore. Levene disse che la cosa non era in linea con il suo personaggio, che, secondo lui, non avrebbe certo dimenticato il Dottore, e rifiutò di partecipare al programma. La scena venne quindi filmata con un nuovo personaggio, il Colonnello Crichton, al suo posto.
Nell'aprile 2013, Carole Ann Ford rivelò che la produzione insistette affinché Susan non chiamasse "nonno" il Dottore: «Non crederete mai il perché. Dissero: "non vogliamo che la gente possa pensare che lui abbia fatto sesso con qualcuno tanto da generare un figlio". Io iniziai a ridere istericamente e dissi: "In questo caso, non lo farò"».

## Trasmissione ed accoglienza
The Five Doctors venne prima trasmesso negli Stati Uniti il 23 novembre 1983. In Gran Bretagna fu mandato in onda due giorni dopo così da coincidere con il programma di beneficenza della BBC Children in Need.
La versione in quattro puntate venne teletrasmessa da BBC One, tra il 14 e il 17 agosto 1984 alle 18:15 di sera, con ascolti di 4.7, 4.5, 3.7 e 4.8 milioni di telespettatori, rispettivamente.
Paul Cornell, Martin Day e Keith Topping scrissero dello speciale in The Discontinuity Guide (1995): "Un bel racconto celebrativo, anche se la trama non è da analizzarsi troppo da vicino in quanto è in gran parte una raccolta di pezzi senza una grande coesione. Questo è l'amorevole tributo di Terrance Dicks a una serie che egli ha aiutato a plasmare e, come tale, contiene tutto ciò che dovrebbe". In The Television Companion (1998), David J. Howe e Stephen James Walker affermarono che The Five Doctors "non è così male come avrebbe potuto essere... [ma] la storia arranca abbastanza con le inclusioni di tante vecchie glorie". Inoltre, scrissero che funzionava come episodio speciale celebrativo isolato, sebbene fosse deludente che non vi avessero preso parte tutti e cinque i Dottori passati, e uno dei quattro non fosse interpretato dall'attore originale. Nel 2012, Patrick Mulkern di Radio Times definì divertente il serial e pieno di amore per la serie, anche se fece notare come le performance di Pertwee e Sarah Jane fossero inferiori rispetto alle altre. Stuart Galbraith di DVD Talk assegnò alla storia quattro stellette su cinque, trovando ottima l'interpretazione di Hurndall come Primo Dottore (definita una "sorpresa deliziosa"). Scrivendo per io9, Alasdair Wilkins affermò che lo speciale era "lontano dalla perfezione" e l'avventura "una grossa sciocchezza", ma che funzionava abbastanza bene "se si spegneva il cervello nel guardarlo". Morgan Jeffery di Digital Spy diede allo speciale tre stellette su cinque, scrivendo: "Non l'ora più bella dello show, ma divertente se goduta nel giusto stato d'animo".

## Edizioni Home Video
The Five Doctors venne distribuito in formato VHS e Betamax nel settembre 1985. Nel 1990, fu la volta di una seconda edizione in videocassetta (questa volta solo VHS). Questa versione venne inoltre distribuita su LaserDisc negli Stati Uniti nel 1994.
Una Special Edition della storia, con effetti speciali aggiornati e potenziati, compatibile in dolby surround e un montaggio leggermente differente venne pubblicata in VHS nel 1995 all'interno del cofanetto box set insieme a The King's Demons. Questa Special Edition fu la prima storia di Doctor Who ad essere distribuita in formato DVD, il 1º novembre 1999.
Il 22 agosto 2005 venne annunciato che The Five Doctors sarebbe stata la prima storia di Doctor Who ad essere resa disponibile per il download digitale. Il 3 marzo 2008 uscì la 25th Anniversary Edition in DVD. Questa versione contiene la versione originale e la "special edition".
Il 28 agosto 2015 The Five Doctors è stato distribuito in Germania con il titolo Die Fünf Doktoren, doppiato in tedesco.

### Differenze tra le varie edizioni
Ci sono molte differenze tra la versione originale dello speciale e le successive versioni:
- Svariate scene sono state estese con l'aggiunta di materiale in precedenza inutilizzato. Alcune scene hanno un commento musicale diverso.
- Alcune scene sono state ri-montate per coincidere con la sceneggiatura originale.
- All'inizio ci sono scene aggiuntive degli interni ed esterni della Dark Tower.
- I triangoli neri del Time Scoop sono stati sostituiti con nuovi effetti speciali.
- Il Time Scoop utilizzato per rapire il Quarto Dottore diventa nero prima di catturarlo, indicando visibilmente un malfunzionamento.
- Effetti sonori di tuoni sono stati aggiunti alle scene dove il Primo Dottore resta intrappolato nel labirinto di specchi e quando si trova davanti al cancello esterno.
- Un effetto speciale è stato aggiunto sul Dalek nel labirinto di specchi quando egli resta colpito dalla sua stessa arma per suggerire che si surriscaldi prima di esplodere.
- La Dark Tower diventa lentamente visibile attraverso il muro distrutto dall'esplosione del Dalek.
- Tutti gli effetti dei raggi laser, incluso il pavimento a scacchiera esplosivo, sono stati rifatti.
- L'effetto del Quinto Dottore e dei fantasmi che svaniscono sono stati modificati per sembrare meno simili tra loro.
- L'immagine e gli effetti speciali del Quarto Dottore preso nel vortice temporale sono stati modificati: non includono più Romana.
- La voce di Rassilon è stata alterata per sembrare più minacciosa.
- L'ultima scena del Quarto Dottore dove egli torna nella sua corretta dimensione spazio-temporale, è stata sostituita con un altro spezzone diverso preso da Shada.
- La scena alla fine dove i vari Dottori partono a bordo dei rispettivi TARDIS è stata eliminata.
- Quando il Quinto Dottore e il Maestro stanno parlando (essendosi appena incontrati), il Cyberman che rileva la loro presenza non pronuncia più "Ah!".
- Le musiche, i dialoghi, e gli effetti sonori sono stati remixati in stereo.

## Colonna sonora
La colonna sonora dello speciale originale e delle edizioni successive è stata pubblicata su CD e doppio LP in vinile nel 2018. L'edizione CD include anche una selezione di effetti sonori.

## Romanzo
Dalla storia è stato tratto un romanzo scritto da Terrance Dicks, pubblicato dalla Target Books nel novembre 1983. La trasposizione letteraria contiene numerose scene eliminate che successivamente sarebbero state reintegrate nell'edizione speciale in DVD della storia. Dal romanzo è stato tratto un audiolibro con le voci di Jon Culshaw e Nicholas Briggs.